# Нижнетамбовское
Нижнетамбо́вское (до середины 1950-х годов название писалось как Ни́жне-Тамбо́вское) — село в Комсомольском районе Хабаровского края. Административный центр Нижнетамбовского сельского поселения. 

## География
Расположено на правом берегу реки Амур.

## История
Село заложено в 1861 году выходцами из Тамбовской губернии на правом берегу Амура.
В конце 1980-х годов в селе начали строить азотно-туковый комбинат (Всесоюзная комсомольская стройка) и при нём город Баневур, но затем строительство было заморожено по экономическим причинам.

## Климат
Климат умеренный муссонный, с большими годовыми амплитудами температуры. Зима суровая и солнечная. Лето жаркое и влажное.
| Показатель                   | Янв.  | Фев.  | Март  | Апр. | Май | Июнь | Июль | Авг. | Сен. | Окт. | Нояб. | Дек.  | Год  |
| ---------------------------- | ----- | ----- | ----- | ---- | --- | ---- | ---- | ---- | ---- | ---- | ----- | ----- | ---- |
| Средняя температура, °C      | −24,8 | −20,6 | −10,6 | 1,2  | 9,4 | 17,5 | 23,4 | 21,9 | 14,9 | 3,0  | −10,2 | −21,8 | −0,7 |
| Норма осадков, мм            | 20    | 12    | 19    | 29   | 61  | 61   | 95   | 114  | 80   | 47   | 32    | 24    | 594  |
| Источник: ФГБУ "ВНИИГМИ-МЦД" |       |       |       |      |     |      |      |      |      |      |       |       |      |

## Население
| 1915 | 1926 | 1992  | 2002  | 2010 | 2011 | 2012 |
| ---- | ---- | ----- | ----- | ---- | ---- | ---- |
| 322  | ↗418 | ↗1800 | ↘1212 | ↘942 | ↗949 | ↘946 |
| 2016 | 2017 | 2018  | 2019  | 2020 | 2021 |      |
| ↘867 | ↘834 | ↘814  | ↘805  | ↘801 | ↘767 |      |

## В литературе
- Упоминается в романе Н. П. Задорнова «Амур-батюшка».